# Regiomontanus

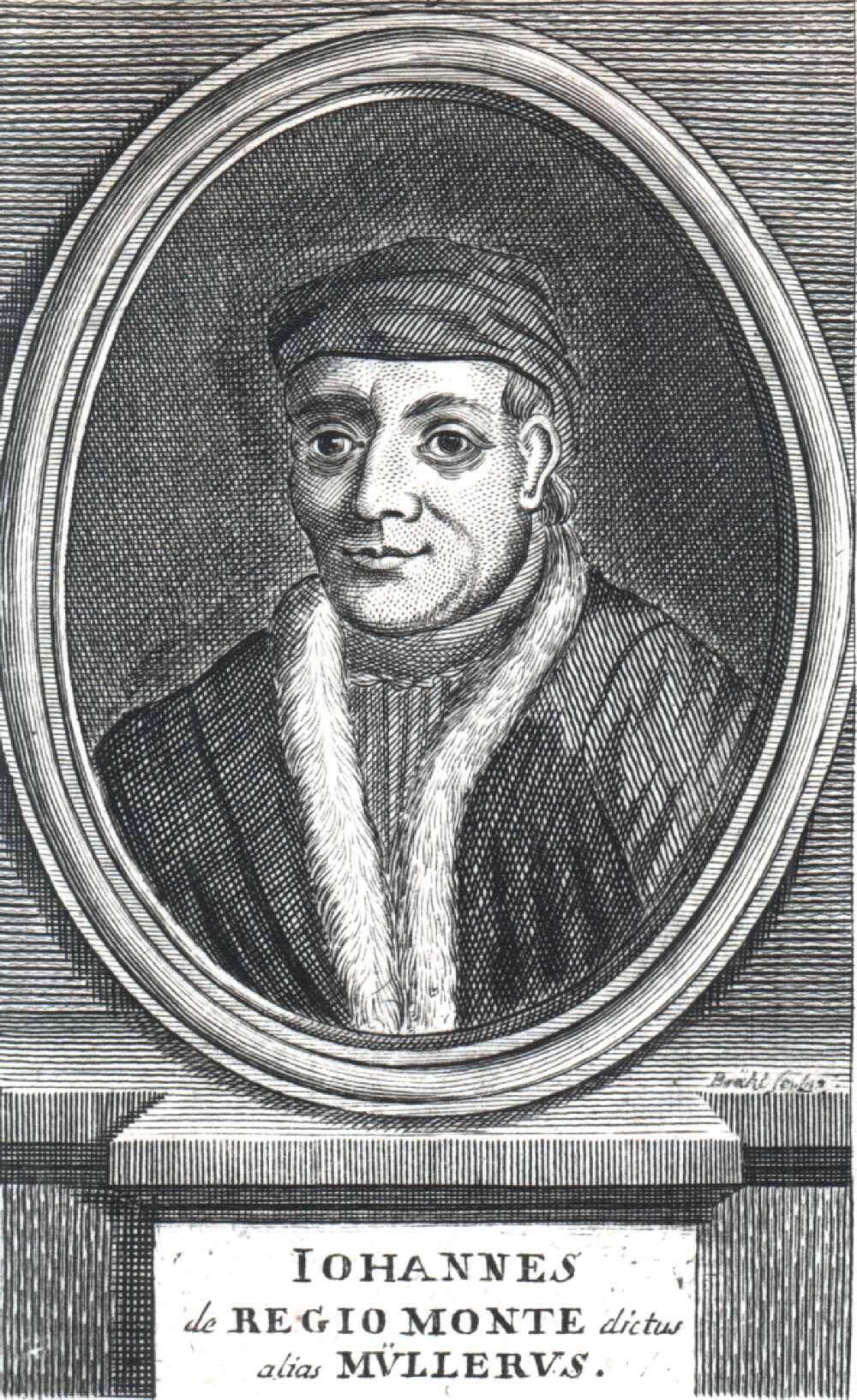
Regiomontanus (mědirytina z 18. stol.)

Regiomontanus, Johannes de Regio Monte, vlastním jménem Johannes Müller (6. června 1436 Königsberg v Bavorsku – 6. července 1476 Řím) byl německý astronom a matematik, astrolog a překladatel.

## Život
V 11 letech začal studovat na univerzitě v Lipsku a o tři roky později ve Vídni, kde byl žákem a přítelem matematika G. von Peuerbacha. Roku 1457 získal titul magistra a přednášel o optice a starověké literatuře. Stavěl astroláby pro uherského krále, pro papeže a také pro kardinála Bessariona, který ho vybídl, aby přeložil Ptolemaiův Almagest. V jeho domě v Římě pak v letech 1461-1465 pracoval a napsal dvě pojednání o trigonometrii, na něž se později odvolával Mikuláš Koperník. Roku 1467 se Regiomontanus odebral do Uher a pracoval pro arcibiskupa ostřihomského a pak pro krále Matyáše Korvína. Tam stavěl přístroje a sestavil velké astronomické tabulky, které pak užívali mořeplavci. Roku 1472 vydal astronomickou učebnici svého učitele Peuerbacha, který tehdy pracoval na observatoři ve Velkém Varadíně. Roku 1471 odešel do Norimberka, kde si zřídil tiskárnu a vydával mimo jiné efemeridy a dlouhodobé kalendáře. 1475 odcestoval na pozvání papeže Sixta VI. do Říma, a pracoval na reformě kalendáře. 6. července 1476 zemřel, patrně na mor, podle jiných snad byl zavražděn.

## Dílo a význam
Regiomontanus sice zemřel mlád, zanechal však rozsáhlé dílo, které mělo velký vliv na renesanční astronomii i astrologii. Koperníkův učitel Domenico da Novarra o něm mluvil jako o svém učiteli. Regiomontanovy spisy o rovinné a sférické trigonometrii, tabulky a knihy o astronomii vyšly v Basileji 1561.
Po Regiomontanovi je pojmenován kráter na Měsíci a planetka 573.

## Dílo
- De triangulis omnimodis (1464)
- Tabulae primi mobilis (1468)
- Ephemerides astronomicae (1474)
- Tabulae directionum (tisk 1490)

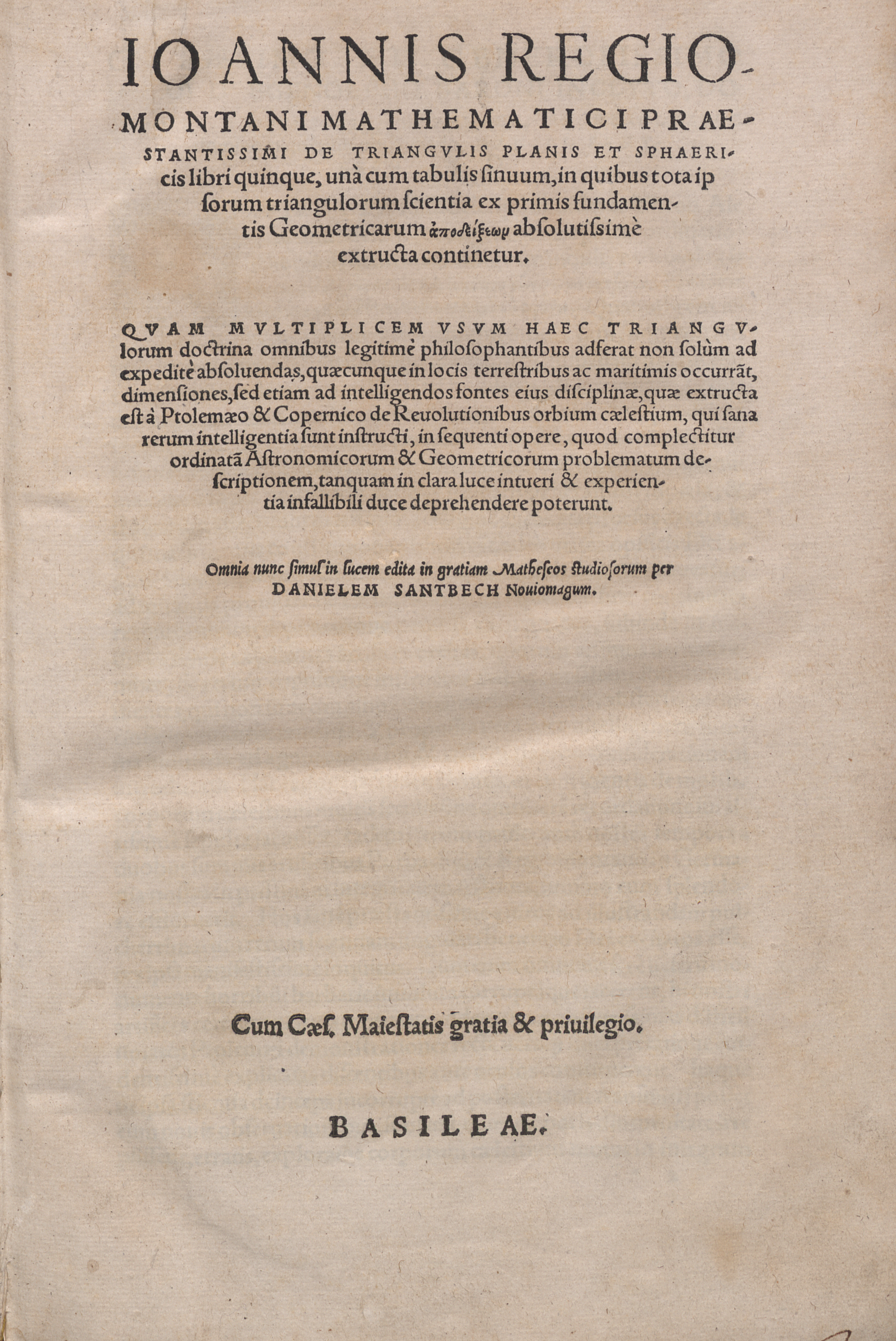
De triangulis planis et sphaericis libri

- Epytome in almagestum Ptolemaei (tisk 1496)